# Aedes nigerrimus
Aedes nigerrimus är en tvåvingeart som först beskrevs av Theobald 1913.  Aedes nigerrimus ingår i släktet Aedes och familjen stickmyggor. Inga underarter finns listade i Catalogue of Life.